# Port lotniczy Cueva Las Maravillas
Port lotniczy Cueva Las Maravillas (IATA: SPM, ICAO: MDSP) – port lotniczy położony w San Pedro de Macorís, w prowincji San Pedro de Macorís, w Dominikanie.